# Edgewick
Edgewick az Amerikai Egyesült Államok északnyugati részén, Washington állam King megyéjében elhelyezkedő önkormányzat nélküli település.
Edgewick postahivatala 1912 és 1919 között működött. Az Edgewick elnevezés Robert Vinnedge és William C. Weeks, a North Bend Lumber Company tulajdonosai nevének összevonásával keletkezett.
A Seattle városa által a Cedar folyón épített gát átszakadása miatt 1918-ban a település megsemmisült.

## Fordítás
- Ez a szócikk részben vagy egészben  az   Edgewick, Washington című angol Wikipédia-szócikk ezen változatának fordításán alapul.  Az eredeti cikk szerkesztőit annak laptörténete sorolja fel. Ez a jelzés csupán a megfogalmazás eredetét és a szerzői jogokat jelzi, nem szolgál a cikkben szereplő információk forrásmegjelöléseként.